# Johannes C. Brengelmann
Johannes Clemens Brengelmann (* 15. Februar 1920; † 28. März 1999) war ein Mediziner und Psychologe sowie ein Pionier der Verhaltenstherapie in Deutschland.

## Leben
Brengelmann kam schwer verwundet und beidseitig beinamputiert aus dem Zweiten Weltkrieg zurück. Nach seiner Rekonvaleszenz begann er ab 1942 Medizin an der Universität Göttingen zu studieren; dort promovierte er 1945 zum Dr. med. Gleichzeitig hatte er in Göttingen auch ein Studium der Psychologie begonnen; das Diplom erwarb er 1947. Im Anschluss promovierte er bei Gustav Johannes von Allesch mit der gedächtnispsychologischen Arbeit „Der Aufbau des Gedächtnisses in Allgemeinheitsgraden“ und erwarb 1949 den Titel eines Dr. rer. nat. 1949 erhielt er ein Begabtenstipendium von dem British Council und konnte damit nach London an das Maudslay Institute of Psychiatry gehen, wo er unter dem Einfluss von Sir Aubrey Lewis Untersuchungen über Lern- und Gedächtnisleistungen bei psychiatrischen Patienten begann. 1953 promovierte er mit einer Arbeit zur Gedächtnisleistung depressiver Patienten zum dritten Mal zum PhD. Bis 1960 war er Forschungsassistent bei Hans Eysenck und kam danach an die TU München. In der Zeit in London war er mit der Verhaltenstherapie in Kontakt gekommen, deren Studium er bei seinen Forschungsaufenthalten 1960–1964 in den USA fortsetzen konnte. Er habilitierte sich 1968 mit einer lerntheoretischen Arbeit an der Universität Düsseldorf.
1964 wurde er zum Direktor und Leiter der psychologischen Abteilung am Max-Planck-Institut für Psychiatrie in München berufen. Hier setzte er seine experimentellen Studien zur Untersuchung abnormen Verhaltens fort.

## Werk

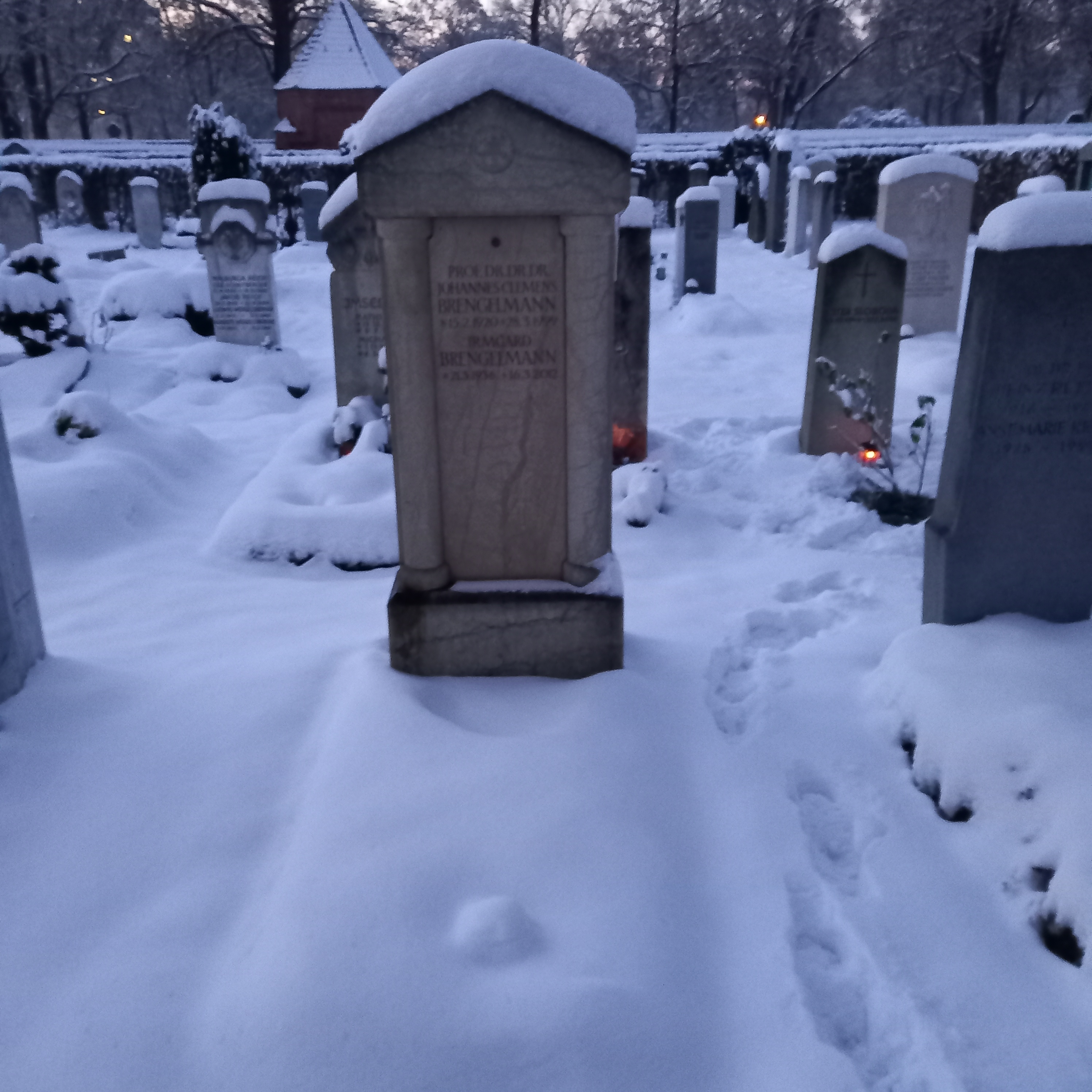
Grab von Johannes Clemens Brengelmann und seiner Ehefrau Irmgard auf dem Nordfriedhof München

Er war Autor einer Vielzahl von Arbeiten zu Lerntheorien, Verhaltenstherapie, Persönlichkeitstheorien und zur Organisationspsychologie. Dabei betrieb er Studien zum räumlichen Gedächtnis, zu psychophysiologischen Aspekten von Persönlichkeitsmerkmalen, zur nonverbalen Kommunikation bei psychiatrischen Patientengruppen und der Entwicklung von verhaltenstherapeutischen Interventionen bei verschiedenen Störungen.
1969 war er Mitbegründer und Vorstandsmitglied der Gesellschaft zur Förderung der Verhaltenstherapie, 1971 Mitbegründer und erster Präsident der European Association of Behaviour Therapy. 1973 war Brengelmann Mitbegründer des IFT Institut für Therapieforschung; dieses wurde als unabhängiges Forschungsinstitut für anwendungsnahe Fragestellungen in München gegründet.
Er war sehr engagiert in der Förderung in- und ausländischer junger Wissenschaftler(innen), die zum Teil als Stipendiaten oder als Assistenten zu ihm kamen. Wichtig war ihm auch die Umsetzung der in den Forschungsarbeiten in die Praxis; Beispiele für seine anwendungsorientierte Forschungen sind die Bereiche der Gesundheitsförderung (z. B. kardiovaskuläre Risikoverhaltensweisen) oder die Behandlung von substanzbezogenen Störungen. Bedeutsam ist auch seine Leistung für die Gründung und den Aufbau verhaltenstherapeutischer und verhaltensmedizinisch arbeitender Kliniken.

## Publikationen (Auswahl)
Monografien
- Erfolg und Stress. Verlagsgruppe Beltz, Weinheim 1993, ISBN 978-3-621-27180-6.
- Die Lust auf Spiel und Risiko. Varia Press, Zürich 1991, ISBN 978-3-909046-05-8.
- gem. m. Henry Philip David: Perspektiven der Persönlichkeitsforschung. Kindler Verlag, München 1978, ISBN 978-3-46302198-0.
- gem. m. Christoph von Quast: Spielen, Risikolust und Kontrolle. Lang Verlag, Frankfurt am Main 1987, ISBN 978-3-8204-0074-8.
- gem. m. Roman Ferstl  und Renate de Jong: Verhaltenstherapie des Übergewichts: Ein Modellversuch zur Selbstkontrolle des Essverhaltens. (Hrsg. Bundesminister für Jugend, Familie und Gesundheit). Kohlhammer Verlag, Stuttgart 1978, ISBN 978-3-17-004111-0.
- Behaviour therapy: Praktische und theoretische Aspekte. Urban und Schwarzenberg Verlag, München 1973, ISBN 978-3-541-05831-0.
- Bedingte Reaktionen, Lerntheorien und Psychiatrie. Habilschrift Universität Düsseldorf 1968.

Herausgeberwerke
- gem. m. Eva-Maria Fahrner: Verhaltensmedizinische Behandlung der Alkohol- und Medikamentenabhängigkeit in einer Fachklinik. Röttger Verlag, München 1992, ISBN 978-3-920190-45-7.
- gem. m. Gunther Haag: Alte Menschen: Ansätze psychosozialer Hilfen; Themen der 22. Verhaltenstherapiewoche 1990. Röttger Verlag, München 1991, ISBN 978-3-920190-43-3.
- gem. m. Wolfgang Fiegenbaum: Angststörungen: Diagnose und Therapie; Themen der 20. Verhaltenstherapiewoche 1989. Röttger Verlag, München 1990, ISBN 978-3-920190-42-6.
- Vorträge zur Verhaltenskompetenz und -inkompetenz. Verlag Lang, Frankfurt am Main 1990, ISBN 978-3-8204-1243-7.
- Stressbewältigungstraining. Teil: 1., Entwicklung. Verlag Lang, Frankfurt am Main 1988, ISBN 978-3-8204-1244-4.
- Determinanten des Rauchverhaltens. Verlag Lang, Frankfurt am Main 1987, ISBN 978-3-8204-1235-2.
- gem. m. Günther Bäumler: Verhalten und Verhaltensmodifikationen im Sport. Röttger Verlag, München 1987, ISBN 978-3-920190-94-5.